# 大畑大介
大畑 大介（おおはた だいすけ、1975年11月11日 - ）は、日本の元・ラグビー選手。
大阪府大阪市城東区の出身（実家は2011年までパン屋を経営）。ポジションはウィング(WTB)とセンター(CTB)で、走力を活かしてトライを量産。高校（東海大仰星）の頃はフルバック(FB)。現役時代にはトップリーグの神戸製鋼コベルコスティーラーズに所属。2008年のラグビーシーズンに発足したトップリーグキャプテン会議では2009年シーズンまで初代代表を務めた。
2010年シーズンを最後に現役を引退した。引退後は神戸製鋼コベルコスティーラーズのアンバサダー（大使）やSPORTS JAPAN アンバサダーとして、全国各地や各種メディアなどでラグビーの振興・普及活動につとめる。

## 経歴
- 1984年、大阪ラグビースクールに入ってラグビーを始める。
- 1991年、東海大学付属仰星高等学校へ入学。
- 1994年、京都産業大学へ入学。京都産業大学ラグビー部入部。
- 1998年、神戸製鋼へ入社。
- 2001年〜2002年、神戸製鋼に在籍したまま、日本のオフシーズンを利用して、シドニー（オーストラリア）の ノーザンサバーブスRFCでプレー。
- 2002年、神戸製鋼を退社し、フランスのモンフェラン・クラブ（ASモンフェランデーズ。現・ASMクレルモン・オーヴェルニュ）へ移籍。ただし外国人枠に阻まれ、正式契約を結ぶことはできなかった。
- 2003年、神戸製鋼コベルコスティーラーズに復帰。
- 日本代表58キャップ保有。
- 2011年、引退。

## 来歴
1996年、アジア選手権に出場する日本代表（ジャパン）に選ばれて全試合に出場し、韓国との最終戦で初キャップを獲得。
1997年、京都産業大学ラグビー部の主将を務め関西大学ラグビーリーグ戦を制した。続く第34回大学選手権2回戦にて早稲田大学相手に69 - 18 と大勝。ラックから早稲田ボールを再三奪った京産が大畑のカウンターからトライの山を築いた。しかし準決勝戦では、この年優勝した関東学院大学に38-46で完敗した。　
1999年の香港セブンズで、日本代表は下位チームによるトーナメントグループ（プレートトーナメント）に回ったが、その決勝のスコットランド戦の終了間際、大畑は自陣ゴール前から独走トライで日本を逆転勝利に導き、MVPを獲得した。
2002年7月6日、国立競技場でのワールドカップアジア最終予選台湾戦で、テストマッチにおける日本新記録となる8トライを記録。そして2006年5月14日、花園ラグビー場でのジョージア戦で3トライを挙げてテストマッチ通算65トライとし、オーストラリアのデイヴィッド・キャンピージが保持していた64トライの世界記録を更新した。
ワールドカップでは、1999年と2003年の2大会 で日本代表の全試合（計7試合）にフル出場し、計3トライを記録している。
2006年アジア選手権（兼ワールドカップアジア最終予選）では主将を務める。2004年にも1度務めたが、当時の主将だった箕内拓郎の代役としてだった。
2006年のトップリーグ最終節ヤマハ戦で右アキレス腱を断裂し、2007年上半期をリハビリに費やす。2007年8月10日、「リポビタンDチャレンジ2007 日本代表 vs アジア・バーバリアンズ ラグビーワールドカップ2007　日本代表壮行試合」にて、見事復帰、アジア混合チームにトライを上げ快勝した。2007年ワールドカップにおいても、副将に選ばれている。2007年8月25日、イタリアで行われたポルトガルとの本大会に向けた調整試合で左アキレス腱を断裂。
2008-2009シーズン・トップリーグ第1節NEC戦で復活。元南アフリカ代表ヤコ・ファン・デル・ヴェストハイゼンのパスをカット。一気に50mを走りきり、復活トライをあげた。その後チームは、トップリーグプレーオフに進出するが、2009年2月1日の準決勝東芝戦で左肩を亜脱臼。そのまま退場した。
2010-11トップリーグ開幕を前に同シーズンを最後に引退することを表明。2011年1月9日、リーグ最終戦の豊田自動織機戦で右膝膝蓋腱を断裂。これを最後に選手生活にピリオドを打つこととなった。なお、この右膝の手術の翌日、外泊許可を取ってバラエティ番組『さんまのまんま』の収録に参加している(放映日は関西テレビ 2011年1月29日、フジテレビ 2011年2月6日)。高校の同級生である建山義紀投手（当時テキサス・レンジャーズ）と上原浩治投手（当時ボストン・レッドソックス）が出演すると云うことで、3人揃うのは滅多にないから、とのことであった。
ワールドカップ2015（イングランド大会）の開会式で、各国レジェンドの1人として出演した。
ラグビーワールドカップ2019のアンバサダーを務める。
2016年、ワールドラグビーからワールドラグビー殿堂として表彰される。坂田好弘が2012年に選ばれて以来で、2人目。

## テストマッチでのトライ一覧
| トライ | 対戦相手             | 会場                                                             | 大会                                                       | 日付           | 勝敗 | 得点  | 備考 |
| ------ | -------------------- | ---------------------------------------------------------------- | ---------------------------------------------------------- | -------------- | ---- | ----- | ---- |
| 1      | 韓国                 | 台北スタジアム                                                   | 1996年アジアラグビーフットボール大会 決勝                  | 1996年11月9日  | 勝利 | 41-25 |      |
| 2      | 韓国                 | 台北スタジアム                                                   | 1996年アジアラグビーフットボール大会 決勝                  | 1996年11月9日  | 勝利 | 41-25 |      |
| 3      | 韓国                 | 台北スタジアム                                                   | 1996年アジアラグビーフットボール大会 決勝                  | 1996年11月9日  | 勝利 | 41-25 |      |
| 4      | カナダ               | サンダーバードスタジアム（バンクーバー）                         | 1998年パシフィック・リム選手権 第6戦                       | 1998年6月20日  | 敗北 | 25-34 |      |
| 5      | アルゼンチン         | 秩父宮ラグビー場（東京都）                                       | アルゼンチン代表第1回来日第2戦                             | 1998年9月15日  | 勝利 | 44-29 |      |
| 6      | 香港                 | ナショナルスタジアム（シンガポール）                             | 1998年アジアラグビーフットボール大会 兼 第4回RWC予選 第3戦 | 1998年10月31日 | 勝利 | 47-7  |      |
| 7      | 香港                 | ナショナルスタジアム（シンガポール）                             | 1998年アジアラグビーフットボール大会 兼 第4回RWC予選 第3戦 | 1998年10月31日 | 勝利 | 47-7  |      |
| 8      | トンガ               | 秩父宮ラグビー場（東京都）                                       | 1999年パシフィック・リム選手権 第2戦                       | 1999年5月8日   | 勝利 | 44-17 |      |
| 9      | サモア               | 花園ラグビー場（大阪府）                                         | 1999年パシフィック・リム選手権 第3戦                       | 1999年5月22日  | 敗北 | 37-34 |      |
| 10     | アメリカ合衆国       | ホノルル（ハワイ州）                                             | 1999年パシフィック・リム選手権 第5戦                       | 1999年6月12日  | 勝利 | 47-31 |      |
| 11     | アメリカ合衆国       | ホノルル（ハワイ州）                                             | 1999年パシフィック・リム選手権 第5戦                       | 1999年6月12日  | 勝利 | 47-31 |      |
| 12     | スペイン             | 旧国立競技場（東京都）                                           | スペイン代表第1回来日第2戦                                 | 1999年8月20日  | 勝利 | 30-7  |      |
| 13     | ウェールズ           | ミレニアム・スタジアム（カーディフ）                             | ラグビーワールドカップ1999 第2戦                           | 1999年10月9日  | 敗北 | 15-64 |      |
| 14     | フィジー             | 秩父宮ラグビー場（東京都）                                       | 2000年パシフィック・リム選手権 第1戦                       | 2000年5月20日  | 敗北 | 22-47 |      |
| 15     | フィジー             | 秩父宮ラグビー場（東京都）                                       | 2000年パシフィック・リム選手権 第1戦                       | 2000年5月20日  | 敗北 | 22-47 |      |
| 16     | 韓国                 | 青森県総合運動公園（青森県）                                     | 2000年アジアラグビーフットボール大会 決勝                  | 2000年7月2日   | 勝利 | 34-29 |      |
| 17     | カナダ               | フレッチャーズフィールド（マーカム）                             | 2000年パシフィック・リム選手権大会 第5戦                   | 2000年7月15日  | 敗北 | 18-62 |      |
| 18     | ロシア               | 旧国立競技場（東京都）                                           | リポビタンDチャレンジ2002 ロシア代表第1回来日              | 2002年5月19日  | 勝利 | 59-19 |      |
| 19     | 韓国                 | 旧国立競技場（東京都）                                           | 第2回アジア3国対抗(第5回RWCアジア地区最終予選)             | 2002年6月16日  | 勝利 | 90-24 |      |
| 20     | 韓国                 | 旧国立競技場（東京都）                                           | 第2回アジア3国対抗(第5回RWCアジア地区最終予選)             | 2002年6月16日  | 勝利 | 90-24 |      |
| 21     | 韓国                 | 旧国立競技場（東京都）                                           | 第2回アジア3国対抗(第5回RWCアジア地区最終予選)             | 2002年6月16日  | 勝利 | 90-24 |      |
| 22     | 韓国                 | 旧国立競技場（東京都）                                           | 第2回アジア3国対抗(第5回RWCアジア地区最終予選)             | 2002年6月16日  | 勝利 | 90-24 |      |
| 23     | チャイニーズタイペイ | 旧国立競技場（東京都）                                           | 第2回アジア3国対抗(第5回RWCアジア地区最終予選)             | 2002年7月6日   | 勝利 | 155-3 |      |
| 24     | チャイニーズタイペイ | 旧国立競技場（東京都）                                           | 第2回アジア3国対抗(第5回RWCアジア地区最終予選)             | 2002年7月6日   | 勝利 | 155-3 |      |
| 25     | チャイニーズタイペイ | 旧国立競技場（東京都）                                           | 第2回アジア3国対抗(第5回RWCアジア地区最終予選)             | 2002年7月6日   | 勝利 | 155-3 |      |
| 26     | チャイニーズタイペイ | 旧国立競技場（東京都）                                           | 第2回アジア3国対抗(第5回RWCアジア地区最終予選)             | 2002年7月6日   | 勝利 | 155-3 |      |
| 27     | チャイニーズタイペイ | 旧国立競技場（東京都）                                           | 第2回アジア3国対抗(第5回RWCアジア地区最終予選)             | 2002年7月6日   | 勝利 | 155-3 |      |
| 28     | チャイニーズタイペイ | 旧国立競技場（東京都）                                           | 第2回アジア3国対抗(第5回RWCアジア地区最終予選)             | 2002年7月6日   | 勝利 | 155-3 |      |
| 29     | チャイニーズタイペイ | 旧国立競技場（東京都）                                           | 第2回アジア3国対抗(第5回RWCアジア地区最終予選)             | 2002年7月6日   | 勝利 | 155-3 |      |
| 30     | チャイニーズタイペイ | 旧国立競技場（東京都）                                           | 第2回アジア3国対抗(第5回RWCアジア地区最終予選)             | 2002年7月6日   | 勝利 | 155-3 |      |
| 31     | 韓国                 | 東大門運動場（ソウル特別市）                                     | 第2回アジア3国対抗(第5回RWCアジア地区最終予選)             | 2002年7月14日  | 勝利 | 55-17 |      |
| 32     | チャイニーズタイペイ | 台南ラグビー場                                                   | 第2回アジア3国対抗(第5回RWCアジア地区最終予選)             | 2002年7月21日  | 勝利 | 120-3 |      |
| 33     | チャイニーズタイペイ | 台南ラグビー場                                                   | 第2回アジア3国対抗(第5回RWCアジア地区最終予選)             | 2002年7月21日  | 勝利 | 120-3 |      |
| 34     | 韓国                 | 蔚山公設運動場                                                   | 第14回アジア競技大会 決勝                                  | 2002年10月13日 | 敗北 | 34-45 |      |
| 35     | アメリカ合衆国       | ボクサースタジアム（サンフランシスコ）                           | 第1回スーパーパワーズカップ                                | 2003年5月17日  | 敗北 | 27-69 |      |
| 36     | ロシア               | 秩父宮ラグビー場（東京都）                                       | 第1回スーパーパワーズカップ                                | 2003年5月25日  | 敗北 | 34-43 |      |
| 37     | オーストラリアA      | 秩父宮ラグビー場（東京都）                                       | オーストラリアA代表来日第2戦                               | 2003年6月8日   | 敗北 | 15-66 |      |
| 38     | 韓国                 | 花園ラグビー場（大阪府）                                         | 第5回日韓定期戦                                            | 2003年6月15日  | 勝利 | 86-3  |      |
| 39     | 韓国                 | 花園ラグビー場（大阪府）                                         | 第5回日韓定期戦                                            | 2003年6月15日  | 勝利 | 86-3  |      |
| 40     | イングランドXV       | 東京スタジアム（東京都）                                         | イングランド代表第3回来日第1戦                             | 2003年7月3日   | 敗北 | 10-37 |      |
| 41     | フランス             | ウィロウズ・スポーツコンプレックス（タウンズビル）               | ラグビーワールドカップ2003 第2戦                           | 2003年10月18日 | 敗北 | 29-51 |      |
| 42     | アメリカ合衆国       | セントラルコースト・スタジアム（ゴスフォード）                   | ラグビーワールドカップ2003 第4戦                           | 2003年10月27日 | 敗北 | 26-39 |      |
| 43     | カナダ               | 秩父宮ラグビー場（東京都）                                       | 第2回スーパーパワーズカップ 決勝                           | 2004年5月30日  | 勝利 | 34-21 |      |
| 44     | ウルグアイ           | エスタジオ・ルイス・フランシーニ（モンテビデオ）                 | 南アメリカ遠征2005 第1戦                                   | 2005年4月16日  | 敗北 | 18-24 |      |
| 45     | アルゼンチン         | ブエノスアイレス・クリケット＆ラグビークラブ（ブエノスアイレス） | 南アメリカ遠征2005 第2戦                                   | 2005年4月23日  | 敗北 | 36-68 |      |
| 46     | 香港                 | 秩父宮ラグビー場（東京都）                                       | 第5回アジア3国対抗(RWCアジア2次予選〉                      | 2005年5月8日   | 勝利 | 91-3  |      |
| 47     | 香港                 | 秩父宮ラグビー場（東京都）                                       | 第5回アジア3国対抗(RWCアジア2次予選〉                      | 2005年5月8日   | 勝利 | 91-3  |      |
| 48     | 香港                 | 秩父宮ラグビー場（東京都）                                       | 第5回アジア3国対抗(RWCアジア2次予選〉                      | 2005年5月8日   | 勝利 | 91-3  |      |
| 49     | 香港                 | 秩父宮ラグビー場（東京都）                                       | 第5回アジア3国対抗(RWCアジア2次予選〉                      | 2005年5月8日   | 勝利 | 91-3  |      |
| 50     | 香港                 | 秩父宮ラグビー場（東京都）                                       | 第5回アジア3国対抗(RWCアジア2次予選〉                      | 2005年5月8日   | 勝利 | 91-3  |      |
| 51     | 香港                 | 秩父宮ラグビー場（東京都）                                       | 第5回アジア3国対抗(RWCアジア2次予選〉                      | 2005年5月8日   | 勝利 | 91-3  |      |
| 52     | 韓国                 | 江原道寧越郡総合                                                 | 第5回アジア3国対抗(RWCアジア2次予選) 兼 第7回日韓定期戦    | 2005年5月15日  | 勝利 | 50-31 |      |
| 53     | 韓国                 | 江原道寧越郡総合                                                 | 第5回アジア3国対抗(RWCアジア2次予選) 兼 第7回日韓定期戦    | 2005年5月15日  | 勝利 | 50-31 |      |
| 54     | ルーマニア           | 旧国立競技場（東京都）                                           | 第3回スーパーパワーズカップ 1回戦                          | 2005年5月25日  | 勝利 | 23-16 |      |
| 55     | ルーマニア           | 旧国立競技場（東京都）                                           | 第3回スーパーパワーズカップ 1回戦                          | 2005年5月25日  | 勝利 | 23-16 |      |
| 56     | アイルランド         | 秩父宮ラグビー場（東京都）                                       | リポビタンDチャレンジ2005                                  | 2005年6月19日  | 敗北 | 18-47 |      |
| 57     | アイルランド         | 秩父宮ラグビー場（東京都）                                       | リポビタンDチャレンジ2005                                  | 2005年6月19日  | 敗北 | 18-47 |      |
| 58     | アラビアンガルフ     | 秩父宮ラグビー場（東京都）                                       | 第6回アジア3国対抗(RWC３次予選)                            | 2006年4月16日  | 勝利 | 82-9  |      |
| 59     | アラビアンガルフ     | 秩父宮ラグビー場（東京都）                                       | 第6回アジア3国対抗(RWC３次予選)                            | 2006年4月16日  | 勝利 | 82-9  |      |
| 60     | アラビアンガルフ     | 秩父宮ラグビー場（東京都）                                       | 第6回アジア3国対抗(RWC３次予選)                            | 2006年4月16日  | 勝利 | 82-9  |      |
| 61     | 韓国                 | 秩父宮ラグビー場（東京都）                                       | 第6回アジア3国対抗(RWC３次予選) 兼 第8回日韓定期戦         | 2006年4月23日  | 勝利 | 50-14 |      |
| 62     | 韓国                 | 秩父宮ラグビー場（東京都）                                       | 第6回アジア3国対抗(RWC３次予選) 兼 第8回日韓定期戦         | 2006年4月23日  | 勝利 | 50-14 |      |
| 63     | ジョージア           | 花園ラグビー場（大阪府）                                         | リポビタンDチャレンジ2006                                  | 2006年5月14日  | 勝利 | 32-7  |      |
| 64     | ジョージア           | 花園ラグビー場（大阪府）                                         | リポビタンDチャレンジ2006                                  | 2006年5月14日  | 勝利 | 32-7  |      |
| 65     | ジョージア           | 花園ラグビー場（大阪府）                                         | リポビタンDチャレンジ2006                                  | 2006年5月14日  | 勝利 | 32-7  |      |
| 66     | 香港                 | 香港フットボールクラブ球技場（香港）                             | 第7回アジア3国対抗(RWC最終予選)                            | 2006年11月18日 | 勝利 | 52-3  |      |
| 67     | 韓国                 | 香港フットボールクラブ球技場（香港）                             | 第7回アジア3国対抗(RWC最終予選) 兼 第9回日韓定期戦         | 2006年11月25日 | 勝利 | 54-0  |      |
| 68     | 韓国                 | 香港フットボールクラブ球技場（香港）                             | 第7回アジア3国対抗(RWC最終予選) 兼 第9回日韓定期戦         | 2006年11月25日 | 勝利 | 54-0  |      |
| 69     | 韓国                 | 香港フットボールクラブ球技場（香港）                             | 第7回アジア3国対抗(RWC最終予選) 兼 第9回日韓定期戦         | 2006年11月25日 | 勝利 | 54-0  |      |

## 人物
元プロ野球選手の建山義紀と上原浩治は、東海大学仰星高校時代の同級生。
家族は妻と2人の娘がいる。
50m5秒9。100mは11秒前半を記録したことがある。

## 主な記録
- 通算テストマッチトライ記録（69トライ）
- テストマッチ年間トライ数世界タイ記録（2002年17トライ）
- テストマッチ1試合トライ数日本記録（2002年7月6日、中華台北戦）

## 受賞歴
- 2003-04トップリーグベスト15・ファンサービス賞
- 2005-06トップリーグベスト15
- 2010-11功労賞

## 著書
- 大畑大介著『ラグビーまあまあおもろいで！』（潮出版社,2019年9月）ISBN 9784267021961
- 大畑大介著『信じる力』（ベストセラーズ,2011年2月）ISBN 9784584132913
- 大畑大介著『不屈の「心体」──なぜ闘い続けるのか』（文春新書,2009年12月）ISBN 9784166607327
- 大畑大介著『トライ』（PHP研究所,2003年10月）ISBN 9784569631035

## 出演番組

### 現在
以下の番組には、2011年の現役引退後から出演。
- DAISUKE LAKESIDE SESSION（エフエム滋賀）2023年4月から
- スポーツドミンゴ（NHK BS1）2011年4月からキャスターを担当
- Mr.サンデー（フジテレビ・関西テレビ共同制作、フジテレビ系全国ネット）不定期でコメンテーターとして出演
- ラグビー中継（日本テレビ、JSPORTS）解説者
- 産直ダイスケ（毎日放送、関西ローカル）（2017年4月8日 - 毎週土曜日18:56 - 19:00）
  - 大畑自らが全国の野菜や水産品の産地や生産者を訪ねてレポートする。（KOHYO）
- 朝生ワイド す・またん!（読売テレビ）2019年4月15日からスポーツコーナー（ラグビー関連）に不定期で出演。
- 大畑大介 独走トライ!（文化放送）（2018年10月7日 - 毎週日曜日18:30 - 18:45）
- 大畑大介の”ひょうご五国”へLet'sトライ!（MBSラジオ）（毎週日曜日21:00 - 21:30）

以下の番組には、現役時代から出演。
- 全国高等学校ラグビーフットボール大会（毎日放送）
  - 神戸製鋼が大会への協賛を始めた2005年度から、関西ローカルで放送するハイライト番組にゲスト解説者として出演。
- 亀山つとむのかめ友 Sports Man Day（MBSラジオ）
  - 「かめ友」（週替わりレギュラー）の1人として出演。2011年10月から2014年3月までの出演週には、当時10分前まで放送されていた『ちちんぷいぷい』との掛け持ちで登場していた。また、亀山の代わりにパーソナリティを務めることもある。
- ライオンのグータッチ（フジテレビ）グータッチサポーター

他にも、プロ野球のオフシーズンに放送される「ムキムキ!ノーサイド劇場」（ABCラジオ、『元気イチバン!!ぶっちぎりプレイボール』→『スポーツにぴたっと。』金曜日に内包されるラグビー情報コーナー）にも定期的に出演。同局の看板番組『おはようパーソナリティ道上洋三です』にも、実父が熱心なリスナーであることなどが縁で、現役時代から折に触れてゲストで登場している。
- JOYのASOBU-TV JOYnt! （群馬テレビ、ゲスト出演。）

### 過去
- ちちんぷいぷい（毎日放送、関西ローカル）
  - 現役時代のゲスト出演を経て、引退後の2011年10月から月曜日にレギュラーで出演。2014年4月からは出演日を火曜日に変更したが、後に月曜日へ復帰した。
  - 出演期間中は、スタジオパネラーやラグビー関連の取材・解説にとどまらず、スポーツ以外の分野のVTR取材・生中継コーナーのリポーターも随時担当。スポーツ関連の挑戦企画にも参加するなど、2021年3月の番組終了まで幅広く活動していた。
- スッキリ（日本テレビ）コメンテーターとして2021年3月まで出演

以下の番組にはいずれも、現役時代に出演
- いのちの響（TBSテレビ）
- 大畑大介のLet's Try スポーツ!（MBSラジオ）ラグビーシーズン中にもパーソナリティとして出演
- サタ☆スポ（FM OSAKA、JFN系列一部地域ネット）珠久美穂子とともにパーソナリティを担当

### スポーツマンNo.1決定戦
TBSの『最強の男は誰だ!壮絶筋肉バトル!!スポーツマンNo.1決定戦』に4度出演し、2度優勝を果たしている。「SHOT-GUN-TOUCH」では当時の世界記録となる13m50cmを記録。その他、「WORK OUT GUYS」50秒01（歴代3位）、「THE GALLON THROW」5m75cm、「BURN OUT GUYS」1分16秒39、「MONSTER BOX」16段を記録している。
| 大会       | 放送日       | 総合順位 |
| ---------- | ------------ | -------- |
| 第7回大会  | 2001年1月1日 | No.1     |
| 第8回大会  | 2002年1月1日 | 3位      |
| 第9回大会  | 2003年1月1日 | No.1     |
| 第10回大会 | 2004年1月1日 | 15位     |

大畑は2020年のインタビューにて「僕らマイナー競技の人間はメジャー競技の人たちと一緒にやれるという事で、野球やサッカーファンもたくさん観る。そこにどれだけインパクト与えるのかっていうのは、すごく考えていました。だから自分が出る時は、とにかく結果残さなきゃいけないっていう思いでやっていましたね。OA終了後の反響がものすごかったです」と語っている。
また、自身の自叙伝では2001年の初優勝時の反響の大きさについて「スタジアムに来てくれるお客さんが飛躍的に増えたし、注目度も確実にアップした」「スポーツマンNo.1決定戦での優勝は、ラグビー界においても大きな意義があったと思う」と語っている。